# Ruslan Abdulgani

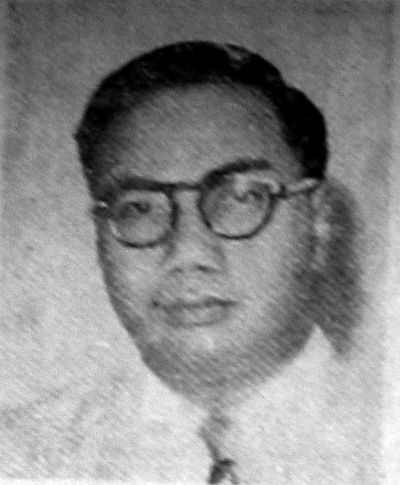
Abdulgani in 1956.

Ruslan Abdulgani (Soerabaja, 24 november 1914 - Jakarta, 29 juni 2005), in de oude spelling bekend als Roeslan Abdulgani, was een Indonesische minister en diplomaat, die een leidende rol speelde tijdens de Indonesische onafhankelijkheidsoorlog. Tussen maart 1956 en april 1957 diende Abdulgani als minister van buitenlandse zaken in het kabinet-Ali Sastroamidjojo II. Daarna werd hij in mei 1957 vice-voorzitter onder Soekarno van de Nationale Raad, een soort tegenhanger van het parlement. Deze Raad bestond uit functionele groepen zoals boeren, arbeiders, vrouwen en militairen. Zijn adviezen waren niet bindend, maar het kabinet-Djuanda voerde ze meestal wel uit. Van 1962 tot 1964 was Abdulgani minister van informatie in de kabinetten Kerja III en IV. Verder diende hij als ambassadeur van Indonesië bij de Verenigde Naties en als minister van Informatie. Abdulgani wordt omschreven als "een kleurrijk man met een vlotte tekst en een grote dosis humor".
In 1976 interviewde Roelof Kiers Abdulgani veelvuldig in het Nederlands voor zijn documentaire Indonesia Merdeka.
In 1998 beschuldigden de Nederlandse historici Bob de Graaff en Cees Wiebes in hun boek Villa Maarheeze: De Geschiedenis van de Inlichtingendienst Buitenland Abdulgani ervan te hebben gecollaboreerd met de Nederlanders tijdens het conflict over Nederlands-Nieuw-Guinea. Abdulgani heeft de aantijgingen altijd ontkend.
Abdulgani miste twee vingers van zijn rechterhand door een schotwond die hij opliep tijdens de oktober/november 1945 gevechten in Suarabaya. Hij overleed in juni 2005. Zijn dochter Retnowati Abdulgani-Knapp heeft een biografie over haar vader geschreven onder de titel A Fading Dream: The Story of Roeslan Abdulgani and Indonesia.